# 天城通
天城通（あまぎどおり）は神戸市灘区の町名の一つで、大字上野の一部から昭和6年（1931年）9月に成立した。東西に長く、東から順に一～八丁目が存在する。東は篠原中町、南西は篠原南町、南は福住通、西は王子町、北は西が赤坂通、東が畑原通。古代の地名菟原郡天城郷から命名された。
令和2年国勢調査（2020年10月1日）における世帯数は985、人口1,974で内男性913人・女性1,061人。郵便番号：657-0823。